# ジェラルド・バルフォア (第4代バルフォア伯爵)
第4代バルフォア伯爵ジェラルド・アーサー・ジェイムズ・バルフォア（英語: Gerald Arthur James Balfour, 4th Earl of Balfour 1925年12月23日 - 2003年6月27日）は、イギリスの貴族。1945年から1968年まではトラップレイン子爵（Viscount Traprain）の儀礼称号で呼ばれた。バルフォア宣言で有名なアーサー・バルフォア首相の大甥(弟の孫)にあたる。
1925年、第3代バルフォア伯爵ロバート・バルフォアとその妻ジーン・リリー・ラウンデル・ウェスト・クック＝ヤーボロの間に長男として生まれる。
イートン校を卒業した後、商船隊に入隊して第二次世界大戦に参加する。私生活では1956年12月14日にナターシャ・ジョージナ・アントンと結婚した。1960年から1974年まで東ロジアンのカウンティカウンシルの委員を務めた。
1968年11月、父の死去に伴い伯爵位を継承する。2003年に死去。爵位は再従兄弟の息子のロデリックが継承した。

## 参考
- Peter W. Hammond, editor, The Complete Peerage or a History of the House of Lords and All its Members From the Earliest Times, Volume XIV: Addenda & Corrigenda (Stroud, Gloucestershire, U.K.: Sutton Publishing, 1998), page 692
- Announcements, The Daily Telegraph, London, U.K., 30 June 2003
- Charles Mosley, editor, Burke's Peerage and Baronetage, 106th edition, 2 volumes (Crans, Switzerland: Burke's Peerage (Genealogical Books) Ltd, 1999), volume 1, page 172